# Semaeopus mesembrina
Semaeopus mesembrina là một loài bướm đêm trong họ Geometridae.